# Dutch Open 1982
Die Dutch Open 1982 im Badminton fanden vom 11. Februar bis zum 14. Februar 1982 im Nationaal Badminton Centrum in Nieuwegein statt. Es war die 35. Auflage der Dutch Open.

## Finalergebnisse
| Disziplin    | Sieger                      | Finalist                    | Ergebnis           |
| ------------ | --------------------------- | --------------------------- | ------------------ |
| Herreneinzel | Prakash Padukone            | Ray Stevens                 | 5-15, 15-2, 15-2   |
| Dameneinzel  | Jane Webster                | Gillian Clark               | 12-11, 8-11, 11-4  |
| Herrendoppel | Martin Dew Mike Tredgett    | Billy Gilliland Dan Travers | 11-15, 15-5, 17-15 |
| Damendoppel  | Gillian Gilks Gillian Clark | Dorte Kjær Nettie Nielsen   | 16-18, 15-9, 15-12 |
| Mixed        | Martin Dew Gillian Gilks    | Steen Skovgaard Dorte Kjær  | 17-14, 14-17, 15-8 |